# 大手町フィナンシャルシティ
大手町フィナンシャルシティ（おおてまちフィナンシャルシティ、英称：Otemachi Financial City）は、東京都千代田区大手町に位置する超高層ビルである。ノースタワー、サウスタワーおよびアトリウムで構成される。

## 概要
大手町連鎖型都市再生プロジェクトの一環である「大手町一丁目第2地区第一種市街地再開発事業」として、かつての経団連会館とJAビル、日経ビルの解体跡地に計画され、2012年（平成24年）10月に竣工した。
建物はノースタワーとサウスタワーおよび2棟間のアトリウムから構成され、縦強調のタワーデザイン、3層構成、基壇部スカイライン、といった基本的デザインコードを2棟が共有し、施設としての一体感創出している。アトリウムは、縦構成のデザインで2棟の調和をはかりながら、各階ブリッジや回廊を空間のアクセントとした。またタワー間は地下1階店舗ゾーンでも繋ぎ、東京メトロ丸ノ内線からも直接アクセスできる計画としている。他の地下接続として、隣接する東京サンケイビル街区、2016年（平成28）4月に竣工したグランキューブとも接続している。
日本橋川沿いに建っていた三菱総合研究所ビルヂングは、当地区への容積率移転のために取り壊された。跡地には広場が整備され、エコミュージアムも設けられた。
延床面積は約24万2500m2。敷地面積は約1万4100m2で、全域が都市再生特別地区の指定を受けている。代表施行者は都市再生機構、共同施行者は三菱地所、特定建築者は三菱地所、NTT都市開発、東京建物、サンケイビルである。サウスタワーの地権者である日本政策投資銀行（DBJ）、および、ノースタワーの地権者である日本政策金融公庫（JFC）がそれぞれ本店を置くほか、特定建築者が賃貸事務所、賃貸店舗として運用している。

## ノースタワー
地下4階地上31階建て。オフィスフロアは3バンク構成で、執務空間（天井高さ2800mm、OAフロア150mm、奥行き約19000mm、1フロア約700坪）は、レイアウトの自由度が高く、ゆとりある無柱空間を実現している。
神田方面に大きく開けた良好な眺望を確保するため、開放感のある大きな開口部を設けている。眺望を確保しつつ、熱負荷を低減するため、Low-Eペアガラスをすべてのビジョン部に採用、熱負荷の高い東西面には小庇と垂直フィンによる日射遮蔽を行う等、方位毎に効果的な熱負荷低減を意識した外装デザインを試みている。

### テナント
- 日本政策金融公庫
- JFE商事
- 弁護士法人モノリス法律事務所

## サウスタワー
地下4階地上35階建て。オフィスフロアは4バンク構成で、レイアウトの自由度が高いオフィス空間を目指した。天井高は2950mm、OAフロア150mm、奥行18800mm、1フロア733坪の開放感豊かなオフィス空間としている。外周柱のアウトフレーム化により、事務室内は文字通り無柱空間が実現された。
窓面にはLow-Eペアガラスを用いたエアバリアシステムを採用し、方位毎に最適な大きさと庇や前述のアウトフレームによる日射遮蔽効果によって、熱負荷を大きく低減することを可能とした。また、屋上と南面上層階の庇上部にはソーラーパネルを設置し、外部のエコミュージアムで使用する電力を賄っている。
オフィスのほか、5階には金融人材の育成や交流の場である「東京金融ビレッジ」、4階には「ビジネスライブラリー」、3階には「カンファレンスセンター」（いずれもDBJの子会社が運営）、2階には聖路加病院の分院である「聖路加メディローカス」が入る。

### テナント
- 日本政策投資銀行
- あずさ監査法人
- KPMGコンサルティング
- 東京金融ビレッジ
- ビジネスライブラリー
- カンファレンスセンター
- 聖路加メディローカス